# Riccardo Giacconi
Riccardo Giacconi (Génova, 6 de octubre de 1931-San Diego, California; 9 de diciembre de 2018) fue un astrofísico italiano, ganador del Premio Nobel de Física en 2002 por sus contribuciones pioneras en el campo de la astrofísica, que han conducido al descubrimiento de fuentes cósmicas de rayos X.
En 1972 ganó la Medalla de la NASA al Servicio Público Distinguido.

## Biografía
Nacido en Génova en 1931, Riccardo Giacconi vivió durante mucho tiempo en Milán, donde se trasladó siendo adolescente y donde se graduó en la Universidad de Milán con Giuseppe Occhialini. En Milán continuó sus estudios de doctorado, especializándose en investigaciones sobre los rayos cósmicos, hasta que en 1956 decidió dejar Italia para establecerse en Estados Unidos, donde obtuvo la ciudadanía estadounidense. En 1958 colaboró con la Universidad de Princeton, luego fue llamado por Bruno Rossi a la American Science and Engineering con un programa para desarrollar investigaciones sobre rayos X cósmicos, y comenzó a diseñar instrumentos de detección.
Riccardo Giacconi inició la astronomía de rayos X al permitir el descubrimiento de la primera fuente astrofísica de rayos X, Scorpius X-1, en 1962.

## Epónimos
- El asteroide  (3371) Giacconi